# Ahmed Hassan (Fußballspieler, 1993)
Ahmed Hassan Mahgoub (arabisch أحمد حسن محجوب, DMG Aḥmad Ḥasan Maḥǧūb; * 5. März 1993 in Kairo) ist ein ägyptisch-portugiesischer Fußballspieler.

## Karriere

### Klub
In der Jugend bis zur U19 spielte er beim Al Ahly SC. Da er hier nicht den Durchbruch in die erste Mannschaft schaffte, kehrte er seinem Geburtsort den Rücken und wechselte im Oktober 2011 nach Portugal, wo er für die U19 des Rio Ave FC auflief. Zur Saison 2012/13 wurde er Teil der A-Mannschaft. Hier bekam er einige Einsätze und wechselte schließlich zur Saison 2015/16 landesintern zu Sporting Braga. Hier konnte er seine erfolgreiche Zeit vorsetzen und gehörte 2016 zur Mannschaft, die den portugiesischen Pokal gewann.
Zur Saison 2018/29 folgte eine erste Leihe nach Griechenland zu Olympiakos Piräus. Nach seiner Rückkehr nach Portugal nach der Saison, folgte die nächste Leihe zum Jahresstart 2020, erneut zu Olympiakos, wonach er fest zu den Griechen wechselte und bis heute spielt. Im Jahr 2020 gewann er mit seiner Mannschaft die griechische Meisterschaft als auch den Pokal, im Jahr 2021 gelang es ihm erneut die Meisterschaft mit seinem Klub zu gewinnen.
Nach einer Leihe zum türkischen Erstligisten Konyaspor wechselte er ebenfalls auf Leihbasis zu dessen Ligakonkurrenten Alanyaspor. Am Ende verblieb er aber bei keinem von beiden, sondern schloss sich auf fester Basis Pendikspor an. Seit Februar 2024 stand er aber wieder im Kader von Alanyaspor, diesmal auch ohne den Status als Leihspieler. Dort absolvierte er bis Saisonende 12 Spiele und sammelte 8 Scorerpunkte. Im August 2024 wechselte er zum Rio Ave FC, wo er in der Hinrunde der Saison 2024/25 neun Ligaspiele als Joker bestritt. Im Januar 2025 folgte der Wechsel zum Le Havre AC, bei dem er bis Saisonende jedes verbleibende Ligaspiel – mit Ausnahme eines verletzungsbedingt verpassten – absolvierte.

### Nationalmannschaft
Er hatte bereits in der U19 Einsätze für die Nationalmannschaft von Ägypten. Auch in der U20 und der U23 kam er zum Einsatz. Kurz nach der U20-Weltmeisterschaft 2013 kam er in der A-Mannschaft erstmals zum Einsatz. Bei dem 3:0-Freundschaftsspielsieg über Uganda am 14. August 2013 stand er in der Startelf und erzählte in der 22. Minute sein erstes Tor für Ägypten und wurde zur 61. Minute für Ahmed Hamoudi ausgewechselt. Nach weiteren Einsätzen in Freundschafts- als auch Qualifikationsspielen hatte er zwei Einsätze beim Afrika-Cup 2017 und erzielte im Viertelfinale ein Tor. Im Halbfinale fiel er verletzt aus und wurde im Finale nicht eingesetzt, welches seine Mannschaft mit 1:2 gegen Kamerun verlor.
Bei der Weltmeisterschaft 2018 war er im vorläufigen Kader, wurde jedoch nicht berücksichtigt. Nach dem Turnier von weiteren Verletzungen geplagt, hatte er häufiger Pausen. Sein nächstes Turnier war dann der Afrika-Cup 2019, hier kam er in zwei Partien zum Einsatz. Aufgrund weiterer Verletzungen hatte er erneute Pausen. Hin und wieder kam er dann noch zu weiteren Einsätzen und schaffte es schlussendlich auch in den Kader der Mannschaft beim Afrika-Cup 2024, wo er zumindest in der ersten Partie ein paar Minuten Einsatzzeit bekam.